# Nessa Barrett
Pour les articles homonymes, voir Barrett.
Janesa Jaida « Nessa » Barrett (née le 6 août 2002 à Galloway Township, dans le New Jersey), est une chanteuse américaine.

## Biographie

### Enfance
Nessa Barrett naît le 6 août 2002 à Galloway Township, dans le New Jersey, aux États-Unis, Barrett est d'origine portoricaine. Après le divorce de ses parents, elle vit seule avec sa mère en appartement. Son père, Drew Barrett (né en 1980), est un rappeur, acteur et conférencier motivateur, qui avait un studio de musique à domicile. Elle a un frère cadet nommé Julian.

### Pretty Poison(2019–2021)
En 2019, Barrett commence à publier des vidéos sur TikTok. Warner Records la détecte et lui propose un contrat d'enregistrement. En juillet 2020, elle sort son premier single, une ballade au piano intitulée Pain.
En octobre 2020, elle sort son deuxième single, If U Love Me. En décembre 2020, Barrett publie une interprétation sombre de Santa Baby. En février 2021, Barrett présente La Di Die, qui explore les chutes de la gloire, avec Jxdn, produit par Travis Barker. Barrett et Jxdn, ainsi que Barker, interprètent le single en direct pour la première fois lors de l'épisode du 7 avril 2021 de Jimmy Kimmel Live! et de nouveau dans The Ellen DeGeneres Show cinq jours plus tard.
En août 2021, sa chanson I Hope Ur Miserable Until Ur Dead atteint la 88e place du Billboard Hot 100, la première entrée de Barrett dans la liste,. Son premier EP, Pretty Poison, contenant sept nouveaux morceaux, sort le 10 septembre 2021, coïncidant avec la Journée mondiale de la prévention du suicide.

### Aftercare(depuis 2022)
Barrett sort le single Dying on the Inside en février 2022. En juin 2022, Barrett sort Die First en tant que premier single de son premier album studio. La chanson est dédiée à son meilleur ami, Cooper Noriega, récemment décédé d'une overdose accidentelle de drogue. Dans le morceau, Barrett chante l'espoir de ne jamais ressentir la douleur de perdre sa mère, priant pour qu'elle soit la première à mourir des deux. Le 9 septembre 2022, elle sort Madhouse, le deuxième single de l'album. La chanson aborde les problèmes de santé mentale ainsi que la honte et l'intimidation. En octobre 2022, elle sort à la fois Tired of California, le troisième single de l'album, et l'intégralité de l'album, Young Forever. En décembre 2022, elle annonce sa tournée Young Forever avec Isabel LaRosa, jouant vingt spectacles à partir de février 2023. En février 2023, elle sort le single Bang Bang!. En avril 2023, elle sort un nouveau single nommé American Jesus.
Le 14 juillet 2023, elle sort un nouvel EP nommé Hell Is a Teenage Girl. Son deuxième album Aftercare sort le 15 novembre 2024. Le public y retrouve ses singles : Passenger Princess sorti le 26 juillet 2024, Dirty Little Secret sorti le 20 septembre 2024 et Disco feat. Tommy Genesis sorti le 18 octobre 2024. 

## Vie personnelle
Nessa Barrett parle ouvertement de ses problèmes de santé mentale, notamment la dépression, le trouble de la personnalité borderline, les pensées suicidaires et les troubles de l'alimentation. Elle commence une thérapie à 6 ans et fait sa première tentative de suicide à 14 ans en prenant une surdose d'analgésique, après quoi elle est admise dans un hôpital psychiatrique. À 17 ans, après que ses parents se sont disputés, elle s'enfuit de chez elle pour vivre à Los Angeles, où elle s'attend à plus d'opportunités de carrière. À l'âge de 18 ans, on lui diagnostique un trouble de la personnalité borderline. Elle fait une autre tentative de suicide en 2022 après que son meilleur ami, Cooper Noriega, est décédé d'une surdose accidentelle de drogue. Son manager la fait admettre dans un hôpital psychiatrique.
Dans une interview avec Zach Sang, Barrett explique que sa foi dans le christianisme l'avait aidée à surmonter ses problèmes de santé mentale et la mort de son ami et que cela l'avait rendue plus religieuse.
Barrett s'identifie comme bisexuelle. Elle commence à sortir avec Josh Richards, une autre star de TikTok, en novembre 2019, mais rompt en mars 2021. Elle sort ensuite avec Jaden Hossler (Jxdn) mais rompt en mai 2022. Ensemble, ils feront deux collaborations majeures, I'm Dead et La Di Die. Elle sort ensuite avec Artemas, ce qui se traduit notamment traduit par leur collaboration pour la chanson Mustang Baby.

## Discographie

### Albums studio
- 2022 : Young Forever
- 2024 : Aftercare

### EP
- 2021 : Pretty Poison
- 2023 : Hell Is a Teenage Girl

### Singles
- 2020 : Pain
- 2020 : If U Love Me
- 2021 : La Di Die (featuring Jxdn)
- 2021 : I'm Dead (featuring Jxdn)
- 2021 : Counting Crimes
- 2021 : I Hope Ur Miserable Until Ur Dead
- 2022 : Dying on the Inside
- 2022 : Die First
- 2022 : Madhouse
- 2022 : Tired of California
- 2023 : Bang Bang
- 2023 : American Jesus